# Walter Hagen (piloto)
Walter Hagen (16 de março de 1897 - 24 de novembro de 1963) foi um oficial alemão que serviu na Luftwaffe durante a Segunda Guerra Mundial. Foi condecorado com a Cruz de Cavaleiro da Cruz de Ferro com Folhas de Carvalho.

## Condecorações
| Cruz de Ferro (1914) 2ª Classe                                  |                                                |
| Cruz de Ferro (1914) 1ª Classe                                  |                                                |
| Cruz de Ferro (1939) 2ª Classe                                  | 17 de setembro de 1939                         |
| Cruz de Ferro (1939) 1ª Classe                                  | 9 de junho de 1940                             |
| Cruz de Cavaleiro da Cruz de Ferro                              | 21 de julho de 1940                            |
| Cruz de Cavaleiro da Cruz de Ferro com Folhas de Carvalho nº 77 | 17 de fevereiro de 1942                        |
| Mencionado na Wehrmachtbericht                                  | 10 de novembro de 1940 e 10 de outubro de 1944 |